# Isabella Zilio
Isabella Zilio (Padova, 5 marzo 1983) è una pallavolista italiana.
Gioca nel ruolo di libero nel River Volley Piacenza.

## Carriera
Isabella Zilio comincia a giocare a pallavolo nel 1997 nella squadra dell'Unione Sportiva Sarmeola, in Serie B1. Dopo tre stagioni passa nel Volley Club Padova, sempre nella stessa categoria.
Nella stagione 2001-02, viene ingaggiata dal Volley Vicenza, dove gioca nella squadra che partecipa al campionato di Serie B2, collezionando anche qualche presenza in prima squadra, in Serie A1: dalla stagione 2002-03 entra stabilmente nella formazione titolare nel massimo campionato italiano. Nel 2004 ottiene le sue uniche convocazioni in nazionale, disputando il Trofeo Valle d'Aosta, dove vince la medaglia d'argento.
Nella stagione 2005-06 passa al Giannino Pieralisi Volley di Jesi, dove resta per tre annate, senza riportare alcuna vittoria. Nella stagione 2007-08 lascia l'Italia per andare a giocare nel campionato spagnolo, nel club del Club Atlético Voleibol Murcia 2005 dove vince uno scudetto, una coppa della Regina ed una supercoppa spagnola. Per il campionato 2008-09 torna a Jesi, con la quale si aggiudica la Challange Cup.
Nella stagione 2009-10 torna nuovamente a Vicenza, che disputa il campionato di Serie A2; la stagione successiva, sempre nella stessa divisione, passa alla Pallavolo Pontecagnano Faiano dove resta per due annate.
Nella stagione 2012-13 viene ingaggiata dal River Volley Piacenza con cui vince la Coppa Italia e lo scudetto.

## Palmarès

### Club
- Campionato spagnolo: 1

2007-08
- Campionato italiano: 1

2012-13
- Coppa della Regina: 1

2007-08
- Coppa Italia: 1

2012-13
- Supercoppa spagnola: 4

2007
- Challenge Cup: 1

2008-09

### Nazionale (competizioni minori)
- Trofeo Valle d'Aosta 2004